# 罗臼山
罗臼山（日语：／）或门捷列夫火山（俄语：Вулкан Менделеева）是位於千島群島的國後島南部的火山，属北海道根室振兴局或萨哈林州南库里尔斯克区，海拔高度888米，山體由安山岩和英安岩組成，最近一次火山噴發在1880年發生。